# Zaazierszczyna (przystanek kolejowy)
Zaazierszczyna (biał. Заазершчына, ros. Заозёрщина) – przystanek kolejowy w pobliżu miejscowości Ratmirawiczy, w rejonie oktiabrskim, w obwodzie homelskim, na Białorusi. Położony jest na linii Bobrujsk - Rabkor.
Nazwa pochodzi od oddalonej o 5,5 km wsi Zaazierszczyna.